# Sidon
Sidon (arabsko صيدا, latinizirano: Ṣaydā, dob. 'ribolov') je tretje največje mesto v Libanonu, večinoma sunitski in šiitski muslimani). Leži ob sredozemski obali, Tir na jugu in libanonska prestolnica Bejrut na severu sta oddaljeni približno 40 kilometrov.

## Ime
| I10 · Z4 | D46 · V1 | N35 · G1 | T14 | N25 |

| I10 · Z4 | D46 · V1 | N35 · G1 | T14 | N25 |

| I10 · D46 | D46 · V1 | N35 · G1 | T14 | N25 · O49 |

| I10 · D46 | D46 · V1 | N35 · G1 | T14 | N25 · O49 |

Feničansko ime Ṣīdūn (𐤑𐤃𐤍) je verjetno pomenilo »ribištvo« ali »ribiško mesto«. V Papirusu Anastazija I. je omenjen kot Djedouna. V svetopisemski hebrejščini se pojavi kot Ṣīḏōn (hebrejsko צִידוֹן) in v sirščini kot Ṣidon (ܨܝܕܘܢ). Ta je bil heleniziran kot Sidṓn (grško Σιδών), ki je bil latiniziran kot Sidon. Ime se v klasični arabščini pojavlja kot Ṣaydūn (صَيْدونْ) in v moderni arabščini kot Ṣaydā (صيدا).
Kot rimska kolonija je bila navidezno ponovno ustanovljen in dobil uradno ime Colonia Aurelia Pia Sidon v čast svojemu cesarskemu sponzorju.
V Genezi je bil Sidon prvorojeni Kanaanov sin, ki je bil Hamov sin, s čimer je Sidon postal Noetov pravnuk (1 Mz 10,15).
Med križarskimi vojnami je bil Sidon v latinščini znan kot Sagittus in v francoščini kot Saete, Sayette ali Sagette.

## Zgodovina
V letih pred krščanstvom je imel Sidon veliko osvajalcev: Asirce, Babilonce, Egipčane, Perzijce, Grke in končno Rimljane. Herod Veliki je obiskal Sidon. Obiskala naj bi ga tudi Jezus Kristus (Mt 15,31) in sveti Pavel. Mesto so sčasoma osvojili Arabci in nato Osmanski Turki.

### Prazgodovina
Sidon je bil naseljen že zelo zgodaj v prazgodovini. Arheološko najdišče Sidon II prikazuje litični sklop, ki sega v Acheulean, medtem ko najdbe v Sidonu III vključujejo kompleks težkega neolitika, za katerega se domneva, da sega tik pred izumom lončarstva.

### Pozni bron
Okoli leta 1350 pred našim štetjem je bil Sidon del Novega egipčanskega kraljestva, vladal mu je Zimredda iz Sidona. V Amarnskem obdobju je Egipt propadal, kar je povzročilo vstaje in nemire v Levantu. Bilo je rivalstvo med libanonskimi obalnimi mestnimi državami, ki so se borile za prevlado, z Abimilkujem iz Tira na jugu in Rib-Haddo iz Biblosa na severu. Biblos je postal močno oslabljen kot prevladujoče mesto na libanonski obali. Severneje se je Akarska planota uprla in postala kraljestvo Amuru s podporo Hetitov. Mitanijsko kraljestvo, zaveznik Egipčanov, je prevladovalo v Siriji, a je zdaj razpadlo zaradi vojaških pohodov Šupiluliuma I. iz Hattija. Tutankamon in njegov general Horemheb sta se trudila obdržati egipčanski nadzor nad južnim Levantom, ko so Hetiti postali vladarji na severu.

### Železna doba
Sidon je bil eno najpomembnejših feničanskih mest in morda tudi najstarejše. Iz tam in drugih pristanišč je nastal velik sredozemski trgovski imperij. Homer je hvalil spretnost svojih obrtnikov pri izdelavi stekla, škrlatnih barvil in spretnost žensk v umetnosti vezenja. Od tod je tudi kolonizatorska skupina ustanovila mesto Tir. Tudi Tir je zrasel v veliko mesto in v naslednjih letih je prišlo do tekmovanja med obema, ki sta trdila, da sta metropola ('materno mesto') Fenicije.
Proizvodnja stekla, najpomembnejše podjetje Sidona v feničanskem obdobju, je potekala v velikem obsegu, proizvodnja škrlatnega barvila pa je bila skoraj tako pomembna. Majhna lupina Murex trunculus je bila zlomljena, da bi izločili pigment, ki je bil tako redek, da je postal znak licenčnine.
Leta 1855 so odkrili sarkofag kralja Ešmunazarja II. Iz feničanskega napisa na pokrovu je razvidno, da je bil »kralj Sidoncev«, verjetno v 5. stoletju pred našim štetjem, in da je bila njegova mati svečenica Astarte, »boginje Sidoncev«. V tem napisu sta bogova Ešmun in Baal 'Gospodar Sidona' (ki sta lahko ista ali pa tudi ne) omenjena kot glavna bogova Sidoncev. Astarta ima naslov Aštart-Šem-Ba'al  (Astarta ime Gospoda), naslov, ki ga najdemo tudi v ugaritskem besedilu.
Nebukadnezar II. si je mesto podjarmil, da bi postalo del novobabilonskega kraljestva. Ob koncu perzijskega obdobja, leta 351 pr. n. št., je Fenicijo napadel Artakserks III.

### Perzijsko in helenistično obdobje
Tako kot druge feničanske mestne države je tudi Sidon trpel zaradi niza osvajalcev, najprej perzijskega Ahamenidskega cesarstva v 6. stoletju pr. n. št. Sidon je postal glavno mesto Pete satrapije, ki je obsegala Sirijo, Palestino in Ciper. To je bilo zlato obdobje mesta, ki je poleg mureksa zaslovelo še po steklarstvu in ladjedelništvu. Takrat je  nedaleč od mesta nastal tudi Ešmunov tempelj.  Sidonski kralj je bil hkrati tudi feničanski admiral. Uspehi feničanske mornarice, najprej proti Egiptu in kasneje proti Grkom, so mestu prinesli delno samostojnost. To je trajalo do sredine 4. stoletja pr. n. št., ko je Sidon postal središče upora Feničanov proti Ahemenidom in je perzijski kralj Artakserks III. Noh nadnje poslal mogočno vojsko. Kot poroča grški zgodovinar Diodor Sicilski, se Sidončani niso vdali, temveč so raje sami zažgali mesto. V požaru je umrlo okoli 40.000 ljudi.
Obdobje se je končalo z okupacijo Aleksandra Velikega leta 333 pr. n. št. in začetkom helenističnega obdobja v zgodovini Sidona. Zdi se, da je bil perzijski vpliv globok, kar je razvidno iz spremembe arhitekturnega sloga mesta. Pod Aleksandrovimi nasledniki je užival relativno avtonomijo in organiziral igre in tekmovanja, v katerih so sodelovali največji športniki v regiji. V helenistični nekropoli v Sidonu so bile odkrite pomembne najdbe, kot so Aleksandrov sarkofag, likijska grobnica in sarkofag jokajočih žensk, ki so zdaj na ogled v Arheološkem muzeju v Carigradu.

### Rimsko obdobje
Ko je Sidon padel pod rimsko oblast 64 pr. n. št., je še naprej koval svoje srebrnike, vse dokler ga ni Gaj Avgust Oktavijan podredil neposredno Rimu.. Rimljani so v mestu zgradili tudi gledališče in druge večje spomenike. V vladavini Elagabala je bila tam ustanovljena rimska kolonija. Pod Bizantinci je mesto zlagoma izgubljalo pomen, kljub vsemu pa je še postalo sedež škofije, ko je velik potres leta 551 n. št., ki je prizadel vzhodno sredozemsko obalo, uničil večino mest v Feniciji, se je bejrutska pravna šola zatekla v Sidon. Mesto je tiho živelo naslednje stoletje, dokler ga leta 636 niso osvojili Arabci.

### Križarsko-ajubidsko obdobje
Leta 667 so ga zavzeli Arabci in takrat je dobilo sedanje arabsko ime Saida. V sklopu Omajadskega kalifata je bilo še naprej relativno nepomembno, a bogato mesto, podrejeno Damasku. 4. decembra 1110 sta Sidon po obleganju Sidona, desetletje po prvi križarski vojni, zavzela jeruzalemski kralj Baldvin I. in norveški kralj Sigurd I. Nato je postal središče gospostva Sidon, pomembne vazalne države Jeruzalemskega kraljestva. Saladin ga je zavzel od križarjev leta 1187 in je najprej dal porušiti mestno obzidje, da bi odvrnil križarje od novih napadov, vendar so ga nemški križarji v križarski vojni leta 1197 vrnili pod krščanski nadzor. Ostal je pomembna križarska trdnjava, dokler ga leta 1249 niso končno uničili Ajubidi. Leta 1260 so ga ponovno uničili Mongoli, ki jih je vodil Kitbuqa. Sidon še petkrat prehajal iz muslimanskih rok v krščanske in obratno, dokler ga niso leta 1291 zavzeli Mameluki. Ostanki prvotnega obzidja so še vedno vidni.
Mesto je doživelo še dva kratka vzpona. Najprej v 15. stoletju, ko je postalo trgovsko pristanišče Damaska, ter v 17. stoletju, ko je libanonski emir Fahredin Al Maan II. vanj povabil francoske trgovce.

### Osmansko obdobje
Potem ko je Sidon v zgodnjem 16. stoletju prišel pod osmansko turško oblast, je postal glavno mesto Sidonskega ejaleta (pokrajine) in ponovno pridobil velik del prejšnjega trgovskega pomena. Od 18. stoletja je mesto obvladovala ugledna družina Hammud, ki je monopolizirala proizvodnjo in izvoz bombaža v regiji ter v mestu zgradila številne palače in javna dela. Hammudovi so bili tudi vladni cariniki in pobiralci davkov za različne osmanske verske fundacije. To kratkotrajno obdobje se je končalo leto 1791, ko so Turki izgnali Francoze, vlogo regionalnega poslovnega središča pa je s tem dokončno prevzel Bejrut. Sidon je bil še močno poškodovan v obstreljevanju ob posegu proti emirju Baširja Šihaba II. in v potresu leta 1830.
Med egiptovsko-osmansko vojno so Sidon – tako kot velik del osmanske Sirije – zasedle sile egipčanskega Mohameda Alija. Njegovim ambicijam je nasprotoval Britanski imperij, ki je podpiral Osmane. Britanski admiral Charles Napier, ki je poveljeval mešani eskadrilji britanskih, turških in avstrijskih ladij, je 26. septembra 1840 bombardiral Sidon in pristal z jurišno kolono. Sidon je v dveh dneh kapituliral, Britanci pa so odšli v Ako. Ta ukrep je bil odpoklican v dveh plovilih kraljeve mornarice, imenovanih HMS Sidon.
Od leta 1887 so Osmani obsežno izkopavali kraljevo nekropolo Sido in njene zaklade prenesli v Carigrad (kot Aleksandrov sarkofag).

### Po prvi svetovni vojni
Po prvi svetovni vojni je postal del francoskega mandata Libanon. Med drugo svetovno vojno so mesto skupaj s preostalim delom Libanona zavzele britanske sile, ki so se borile proti vichyjevskim Francozom, po vojni pa je postalo glavno mesto neodvisnega Libanona.
Po palestinskem izgonu in begu leta 1948 je precejšnje število palestinskih beguncev prispelo v Sidon, tako kot v druga libanonska mesta, in so bili nastanjeni v velikih begunskih taboriščih Ein el-Hilweh in Mieh Mieh. Sprva so bile sestavljene iz ogromnih vrst šotorov, postopoma pa so bile zgrajene hiše. Begunska taborišča so dejansko predstavljala soseske Sidona, vendar so imela ločen pravni in politični status, zaradi česar so postala nekakšne enklave. Istočasno so preostali Judje iz mesta pobegnili, judovsko pokopališče pa je propadlo, grozi mu erozija obale.
Na Velikonočno nedeljo, 19. aprila 1981, je bilo v Sidonu ubitih najmanj šestnajst ljudi, potem ko je Južnolibanonska armada SLA topništvo dolgega dosega nediskriminatorno obstreljevalo središče mesta. Poročali so, da je bil to odgovor na zahtevo Bashirja Gemayela v zvezi s sedanjimi sirskimi napadi na položaje falangistov okoli Zahleja. Izrael je zanikal vpletenost.
Po izraelski invaziji na Libanon leta 1982 je Sidon skoraj dve leti in pol okupirala izraelska vojska.
18. avgusta 1997, po obcestni bombi blizu Jezzina, ki je ubila dva najstniška člana družine voditelja SLA, je topništvo SLA obstrelilo Sidon in pri tem ubilo sedem civilistov in ranilo petintrideset. Hezbolah se je naslednji dan odzval z izstrelitvijo 60–80 raket na varnostno območje in severni Izrael. Po navedbah opazovalcev UNIFIL (United Nations Interim Force in Lebanon - Začasne sile Združenih narodov v Libanonu) je bilo videti, da so bile rakete usmerjene na nenaseljena območja. Napad na Sidon naj bi vodil do premirja med Hezbolahom in Amal ter povečal sodelovanje med obema skupinama in libanonsko vojsko. To je bilo očitno v zasedi Ansariya naslednji mesec.
8. junija 1999 sta oborožena napadalca vstopila v Palais de Justice, glavno sodno stavbo v Sidonu, in ustrelila tri sodnike in glavnega tožilca. Napadalci so pobegnili. Nobena skupina ni prevzela odgovornosti, vendar se je sum osredotočil na Osbat al-Ansar, katerega vodja je bil v odsotnosti obsojen na smrt zaradi umora vodje gibanja Sufi Al-Ahbash in poskusa atentata na muftija v Tripoliju. Domnevalo se je, da se skriva v begunskem taborišču Ain al-Hilwa.
Sidon je bil leta 1900 majhno ribiško mestece z 10.000 prebivalci, študije iz leta 2000 pa so pokazale, da v mestu živi 65.000 prebivalcev in okoli 200.000 v metropolitanskem območju. Malo ravnega zemljišča okoli mesta se uporablja za pridelavo pšenice, zelenjave in sadja, zlasti citrusov in banan. Ribolov v mestu ostaja aktiven z novo odprto ribarnico, ki vsako jutro prodaja sveže ribe z licitacijo. Starodavni bazen je bil preoblikovan v ribiško pristanišče, medtem ko je bil zgrajen majhen pomol za manjša trgovska plovila.
Mestni stadion Saida je bil slovesno odprt leta 2000 za Pokal azijske nogometne konfederacije 2000.

## Demografija
Velika večina prebivalcev Sidona pripada sunitski sekti islama, z nekaj šiiti in kristjani. Sidon je sedež grškega melkitskega katoliškega nadškofa Sidona in Deir el Qamarja in je v svoji zgodovini gostil precejšnje število katoliškega prebivalstva. Sidon gosti tudi sedež šiitskega ajatole Južnega Libanona.
V 1930-ih, ko je bil Libanon še pod francoskim mandatom, je imel Sidon največje judovsko prebivalstvo v Libanonu, ocenjeno na 3588 v primerjavi s 3060 v Bejrutu.

## Znamenitosti
Morski grad, Sidon (Qalat al-Bahr) stoji na majhnem otočku tik pred mestom in varuje pristanišče. Na otočku je prvotno stal Melkartov tempelj, ki so ga stari Grki in zatem Rimljani posvetili Herakleju. Grad so postavili križarji leta 1228, ko so znova zavzeli mesto. Po mameluškem zavzetju je bil v veliki meri porušen in krajevni vladarji so ga postopoma obnavljali. Današnjo obliko je dobil po bombardiranju leta 1840. Grad ima dva stolpa, ki ju povezuje obzidje. Opaziti je mogoče zanimivo tehniko, ki so se je križarji posluževali, kadar je bilo le mogoče: zidovi so dodatno utrjeni z vodoravno položenimi ostanki rimskih stebrov.
Khan al-Frandž, tudi francoski han (Khan al-Faransavi) je dal leta 1610 zgraditi Fahredin Al Maan II. za francoske trgovce. Največji mestni karavanseraj je v značilnem osmanskem slogu, ima veliko dvorišče z vodnjakom, ki ga obkrožajo dvonadstropne stavbe z delavnicami, skladišči, hlevi in bivališči.
Palača Debbane, zgodovinska rezidenca, zgrajena leta 1721, primer arabsko-osmanske arhitekture. Trenutno je v procesu preoblikovanja v Zgodovinski muzej Sidona. V tej palači je v 18. stoletju živela družina Hammoud, v poznem 19. in zgodnjem 20. stoletju pa tudi člani slavnih osmanskih aristokratov klana Abaza. Oboki v pritličju so bili prvotno hlevi, nato pa so se spremenili v trgovine kot del starih sukov in so do nedavnega znani po povezavi z Abazi.
Grad sv. Ludvika (Qalaat Al Muizz) stoji na hribu, kjer je prvotno verjetno stala mestna akropola, zatem pa fatimidska utrdba. Današnjo obliko je dobil pod križarji, ki so ga postavili po zavzetju mesta leta 1253. Ime je dobil po francoskem kralju Ludviku IX., ki je vodil sedmo in deveto križarsko vojno in leta 1253 tudi zavzel Sidon.
Ešmunov tempelj, posvečen feničanskemu bogu zdravljenja. Zgrajen je bil v 7. stoletju pred našim štetjem in stoji na severu Sidona v bližini reke Avali.
Velika mošeja je v 15. stoletju nastala na mestu nekdanje križarske utrdbe iz 13. stoletja. Molilinica se ujema s cerkvijo sv. Janeza, ki je bila del te utrdbe. Tudi pročelje izvira še iz križarske utrdbe.
Mošeja Bab al-Saraj se ponaša z največjo kupolo v mestu in s podpornim stebrom iz črnega kamna, verjetno pripeljanega iz Italije.
Mureksov hrib tik ob gradu sv. Ludvika je nastal na mestu starodavnega odlagališča za polžje lupine, ki so ostale po proizvodnji škrlatnega barvila. Hrib je visok približno 100 metrov in dolg okoli 50 metrov. Delno ga prekriva pokopališče.
Muzej mila Audi je muzej v Sidonu, specializiran za levantska mila.
Staro jedro s tržnico (suk) se uradno ponaša z okoli 60 zgodovinskimi spomeniki, večji del jih je bil porušen med državljansko vojno in še čaka na obnovo.
Britansko vojno pokopališče v Sidonu. Leta 1943 so jo odprle enote britanskih sil njegovega veličanstva (kralja Jurija VI.), ki so zasedle Libanon po kampanji leta 1941 proti vichyjevskim francoskim enotam. Prvotno so ga uporabljali za pokopavanje moških, ki so umrli med službovanjem pri okupacijskih silah, kasneje pa so grobove številnih žrtev vojne leta 1941 preselili na pokopališče z drugih grobišč ali z osamljenih položajev v bližini. Na pokopališču je zdaj 176 pokopov Commonwealtha iz druge svetovne vojne in devet vojnih grobov drugih narodnosti. Oblikoval ga je G. Vey. To je morda edini vrt v sodobnem Sidonu, ki je elegantno vzdrževan in negovan. Ni javni vrt, vendar ga je mogoče obiskati, ko redarji odprejo njegove prehode.

### Arheologija
Naslednja arheološka najdišča na tem območju kažejo na poselitve iz najzgodnejše prazgodovine.
Sidon I je arheološko najdišče, ki je vzhodno od mesta, južno od ceste v Jezzine. Skupino orodij iz kremena je našel P. E. Gigues, za katere se domneva, da datirajo med 3800 in 3200 pr. n. št. Zbirka je vključevala ozke sekire ali dleta, ki so bila na eni strani polirana in luščena na drugi strani, podobno tistim, ki so jih našli v Ain Cheikhu, Nahr Zahraniju in Gelal en Namousu. Zdi se, da je zbirka izginila iz Arheološkega muzeja Ameriške univerze v Bejrutu.
Sidon II naj bi bil »blizu cerkve« na približno petdesetih metrih nadmorske višine. P. E. Gigues je predlagal, da je industrija, najdena na površini tega najdišča, datirana v Acheulean.
Sidon III je našel E. Passemard v 1920-ih, ki je naredil zbirko gradiva, ki je zdaj v Narodnem muzeju v Bejrutu z oznako Camp de l'Aviation. Vključuje velike bifaciale iz kremena in roženca, ki so lahko iz težkega neolitika.
Sidon IV je veličastna gomila starodavnega Sidona z nanosi iz zgodnje bronaste dobe (okoli 3200 pr. n. št.), ki je zdaj pod porušenim gradom sv. Ludvika in za kar se domneva, da so ruševine rimskega gledališča.

### Sidon iz bronaste dobe
Na območju tega porušenega križarskega gradu so nedavna izkopavanja odkrila naselbino iz pozne zgodnje bronaste dobe I (EB I) na skalni podlagi. Tu je bilo ugotovljeno neprekinjeno zaporedje od EB I do EB III. Odkrita je bila tudi skromna naselbina iz 3. tisočletja pr. n. št., sestavljena iz domačih objektov in grobnic. Vendar naslednja zgodovina Sidona ni bila pojasnjena. O lokaciji, obsegu in pomenu Sidona iz srednje bronaste dobe (MBA) je bilo do nedavnega znanega zelo malo.
Od zgodnjega 21. stoletja so izkopavanja Tell el-Buraka znatno pomagala na tem območju, ker je bilo med MBA aktivno naselje in je bilo precej dobro ohranjeno. Tell el-Burak je ob obali 9 km južno od Sidona. Prej je obstajala velika vrzel v zgodovini celotnega obalnega območja od konca zgodnje bronaste dobe do sredine 2. tisočletja pred našim štetjem, ko je Sidon prvič omenjen v zgodovinskih besedilih.
Arheologi so ugotovili, da je bil Sidon očitno velik center moči med MBA, ki je nadzoroval precejšnje ozemlje. Tako se zdi, da je obstajalo »kraljestvo Sidon«, ki je nadzorovalo el-Burak in mnoga druga okoliška območja.

## Svetopisemski Sidon

### Hebrejska biblija/Stara zaveza
Hebrejska Biblija opisuje Sidon (צִידוֹן‎) v več odlomkih:
- Ime je dobil po »prvorojencu« Kanaana, Noetovem vnuku (1 Mz 10,15, 19).
- Zebulonovo pleme ima mejo na Sidonu (1 Mz 49,13)
- Bilo je prvo domovanje Feničanov na kanaanski obali in iz svojih obsežnih trgovskih odnosov je postalo »veliko« mesto (Joz 11,8, 19,28).
- To je bilo matično mesto Tira. Ležalo je na območju Ašerjevega plemena, vendar ni bilo nikoli pokoreno (Sod 1,31).
- Sidonci so dolgo zatirali Izrael (Sod 10,12).
- Od Davidovega časa je njena slava začela usihati in Tir, njena »deviška hči« (Iz 23,12), se je povzpela na svojo premoč.
- Salomon je sklenil zakonsko zvezo s Sidonci in tako je njihova oblika malikovalskega čaščenja našla mesto v deželi Izrael (1 Kr 11,1, 33).
- Jezabela je bila sidonska princesa (1 Kr 16,31).
- Znan je bil po svojih manufakturah in umetnosti, pa tudi po trgovini (1. Kr 5,6; 1. Krn 22,4; Ezk 27,8).
- Preroki ga pogosto omenjajo (Iz 23,2, 4, 12; Jer 25,22, 27,3, 47,4; {{bibl|Ezk 27,8, 28,21, 22, 32,30}n; Jl 3,4 ).
- Elija je bival v Sidonu in delal čudeže (1 Kr 17,9–24; glej tudi v Novi zavezi, Lk 4,26).

### Nova zaveza
- Jezus je obiskal regijo ali »obale« (Različica kralja Jakoba) Tira in Sidona (Mt 15,21; Mr 7,24) in iz te regije so mnogi prišli poslušat njegovo pridiganje (Mr 3,8; Lk 6,17) , kar vodi do ostrega kontrasta v Mateju Mt 11,21–23 s Korazinom in Betsaido. Oglejte si eksorcizem hčerke Sirofeničanke, ki se dogaja na obali, v regiji Sidon in Tir. Nato se je vrnil iz pokrajine Tir in šel po poti Sidona proti Galilejskemu jezeru, na območju Dekapolisa (Mr 7,31)
- Iz Sidona, pri katerem je njegova ladja pristala po odhodu iz Cezareje, je Pavel končno odplul v Rim (Apd dela 27,3, 4).

## Sanchuniathon
Poročilo, ki ga pripisujejo feničanskemu zgodovinarju Sanchuniathonu, navaja Sidono kot hčerko Ponta, Nerejevega sina. Tam naj bi iz sladkosti svojega glasu prva izumila glasbeno pesem.

## Galerija
- Pristanišče Sidon, 19. stoletje
- Grad in pristanišče Saida, starodavni Sidon
- Sidonski grad
- Sidon, Sarkofag relief čolna
- Obala
- Sidon College
- Sidonski stadion
- Panorama
- Mošeja
- Saida suk
- صيدا - صورة جوية قديمة
- Mošeja
- Sidon, vue meridionale
- Sidon - karta okrožij

### Pobratena mesta
Sidon je pobraten z:
- Konstanca, Romunija
- Sofija, Bolgarija
- Soči, Rusija